# Orchies
Orchies é uma comuna francesa na região administrativa de Altos da França, no departamento de Nord. Estende-se por uma área de 10,92 km². Em 2010 a comuna tinha 8 882 habitantes (densidade: 813,4 hab./km²).